# Кошка и чёрт
«Кошка и чёрт» (англ. The Cat and the Devil, также англ. The Cat of Beaugency — «Кот из Божанси») — сказка Джеймса Джойса на сюжет о «чёртовом мосте», построенном дьяволом за одну ночь с уговором о том, что ему достанется первый, кто пройдёт по мосту; этим существом становится кошка. Сказка изложена автором в письме к его четырёхлетнему внуку Стивену (Стиви), написанном 10 августа 1936 года.
Письмо Джойса было издано в 1957 году в томе избранных писем писателя. В 1964 году сказка впервые опубликована отдельной книгой с иллюстрациями, впоследствии неоднократно переиздавалась. Переведена на множество иностранных языков.
Русский перевод А. Я. Ливерганта опубликован в 1991 и 1995 годах в журналах, затем издавался в составе сборников. В 2024 издан новый перевод Г. К. Жариновой.

## Сюжет
Письмо начинается с приветствия внуку Стиви, а заканчивается подписью Джойса «Нонно» (слово «дедушка» по-итальянски).

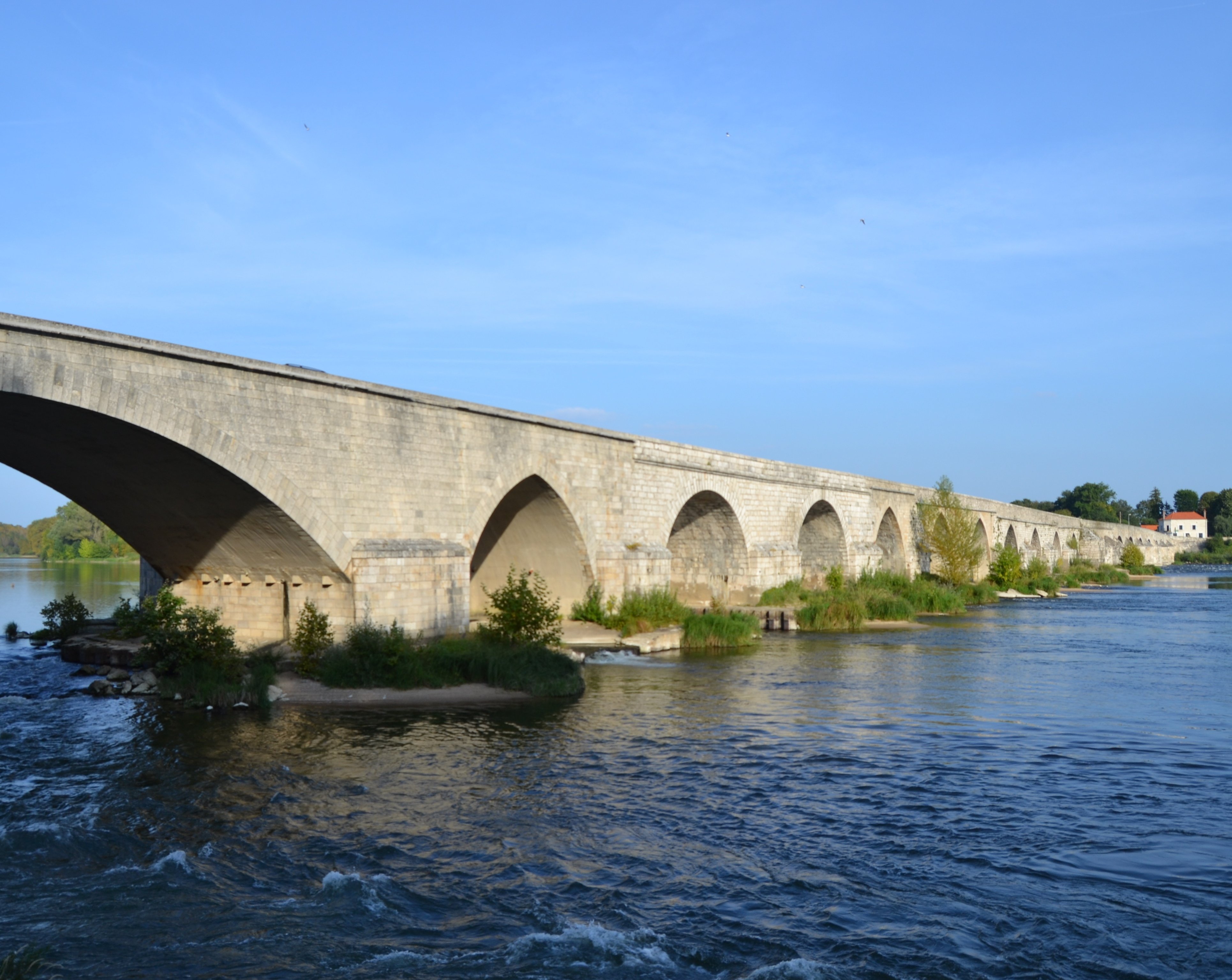
Мост в Божанси, современный вид

Действие сказки происходит в давние времена во французском городке Божанси на берегу реки Луары.
Река Луара очень широкая, и моста через неё не было, так что перейти с одного берега на другой было непросто. Про это узнал чёрт, который всегда читал газеты. Он пришёл к мэру города Альфреду Бирну и предложил ему за ночь построить мост через реку, но с одним условием: первый, кто пройдёт по мосту, достанется чёрту.
Мэр города согласился, и чёрт за ночь построил мост. Люди подошли к мосту, но боялись вступить на него, видя на той стороне чёрта. Тогда мэр принёс кошку и ведро воды, вылил воду на кошку, и она перебежала мост. Чёрт очень рассердился, но в результате схватил кошку и исчез. А горожан с тех пор стали называть «котами Божанси».
В постскриптуме автор уточняет, что обычно чёрт изъясняется на своём собственном языке «Bellsybabble» (в переводе А. Ливерганта «чёртногуслом», у Г. К. Жариновой «вельзевлабл»), однако, когда злится, говорит «на очень плохом французском», причём «с сильным дублинским акцентом».

## Создание
В результате исследования биографии писателя джойсоведы пришли к выводу, что он действительно посещал Божанси в описывамый период: так, в письме от 3 августа 1936 года другому адресату он посылал фотографию моста в Божанси.
Образ кота появляется в письме Джойса в самом начале, ещё до перехода к сказке: писатель упоминает, что посылает Стиви игрушечного кота, наполненного конфетами, и в связи с этим предполагает, что внук может не знать историю кота из Божанси. Тема кошек продолжается в переписке со Стиви и в дальнейшем: в письме от 5 сентября из Копенгагена Джойс пишет, что на этот раз он не может послать внуку кота, потому что кошек в этом городе обнаружить не удалось. В 2012 году отдельным изданием было опубликовано и это письмо Джойса про кошек под названием «Кошки Копенгагена» (англ. Cats of Copenhagen).

## Художественные особенности

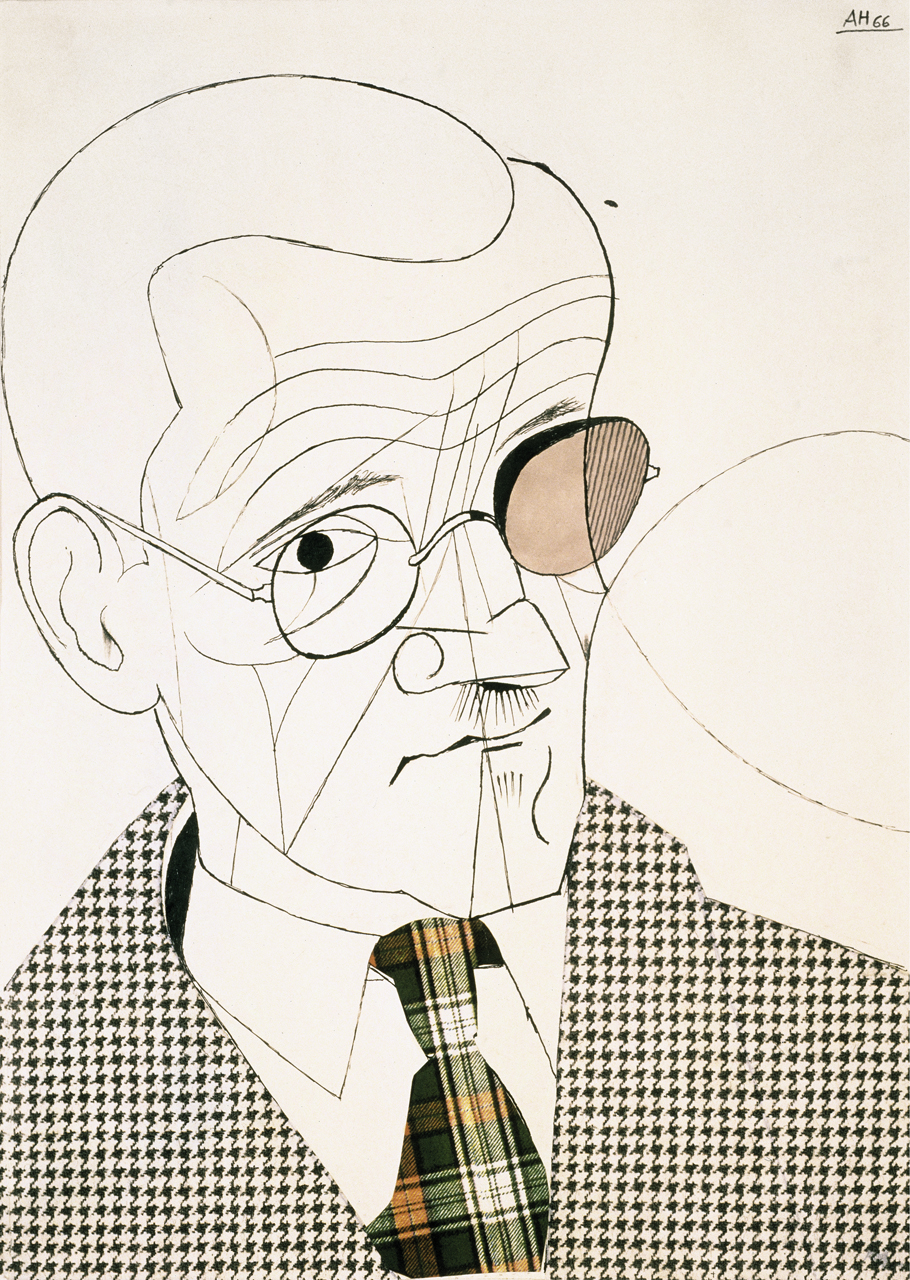
Джеймс Джойс

По словам Аманды Сиглер, хотя «Кошка и чёрт» представляет собой детский рассказ, уходящий корнями в фольклор, это также продукт модернизма XX века и комментарий по его поводу.
Согласно Указателю сюжетов фольклорной сказки, сюжет сказки относится к типу 1191 — иногда в таком сюжете в роли животного выступает не кошка, а коза, петух или собака.
По мнению издателей русского перевода сказки, в ней «звучат отголоски давнего конфликта писателя с ирландскими властями». Так, мэру Божанси дано имя Альфреда Бирна — мэра Дублина, одного из наиболее резких критиков «Дублинцев» Джойса.
Аманда Сиглер отмечает, что не только мэру Божанси дано имя мэра Дублина, но и дьявол говорит в сказке «с сильным дублинским акцентом», и в целом горожане Божанси скорее ассоциируются с ирландцами.
Дьявол у Джойса описан как менее угрожающий и более симпатичный персонаж, чем он обычно представляется. Так, он оказывается снисходителен к животным, в отличие от более жестокого мэра города, от которого кошка вынуждена сбежать. Именно хитрый мэр в конечном итоге играет роль дьявола в рамках данной истории.
Использование дьяволом французского языка, его дублинский акцент, а также упоминание собственного языка дьявола заставляло исследователей сравнить сказку «Кошка и чёрт» с языковой игрой Джойса в повести «Поминки по Финнегану». В той же повести не раз встречаются образы кошек, дьявола, мостов и мэров. Кроме того, по мнению Аманды Сиглер, в сказке даётся один из возможных ответов на «главную загадку вселенной: Сим спрашивал когда муж не муж?»: мост первым переходит не человек, а кот.
Название дьявольского языка Bellsybabble сопоставлялось со словами Beelzebub «Вельзевул», babble «болтовня» и Babel «Вавилон».